# پائولو سزار
پائولو سزار فونسکو نونس(متولد:۲۰ ژانویه ۱۹۷۹) بازیکن فوتبال اهل برزیل تیم فوتبال شهرداری تبریز است.